# Paratge
Paratge (mot occitan) est un des principaux concepts de la civilisation occitane du moyen âge, et signifiait le principe d'égalité entre les sexes et entre les classes sociales. Selon ce concept, la valeur d'un chevalier ne dépendait pas de sa naissance, mais bien de sa noblesse de cœur et de son mérite Les concepts qui le complétaient étaient «fin amors, joi d'amor, trobar clus i amor de lonh». C'est un concept qui revient fréquemment dans les textes occitans. Ainsi l'auteur de la Chanson de la Croisade se lamentait que les guerriers francs envahisseurs n'avaient pas ce concept, et ne le comprenaient pas: «Totz lo mondes ne valg mens, de ver ou sapiatz; cher Parages ne fo destruitz e decassatz; Te totz Crestianesmes aonitz e abassatz» (trad.: Tout le genre humain en fut diminué en valeur, sachez-le en vérité, car le cher Paratge fut détruit et exilé, et toute la chrétienté abaissée et honnie.),
À l'occasion du huit centième anniversaire du massacre des Cathares par des croisés français le 22 juillet 1210, en 2010 les habitants de la ville de Minerve ont inauguré une stèle commémorative avec le texte Menèrba se soven. Paratge!. (trad.: Minerve se souvient. Paratge!)
 

Le mouvement occitaniste a fait renaître ce terme, le présentant comme une synthèse moderne de la civilisation occitane. Ainsi, par exemple, le Parti de la nation occitane écrit : Charlie Hebdo, 

« Contre la barbarie, le Paratge […] Comme notre civilisation proclame le Paratge, c'est-à-dire, l'égalité entre les êtres humains : nous préférons tendre la main en Occitanie à tous les réprouvés d'identité incertaine et créer une société ouverte et accueillante. »

Le 18 novembre du 2002 est né Paratge, un laboratoire politique occitan, inclus dans les État français et italien. Il avait deux sections, Paratge dans les Vallées occitanes du Piémont en Italie et Para(t)ge Mar, Ròse e Monts, en Provence.